# NGC 2467

إن جي سي 2467 والمنطقة المحيطة به. صورة التقطها المرصد الأوروبي الجنوبي.

إن جي سي 2467 (بالإنجليزية: NGC 2467) هي منطقة في السماء تتكون فيها نجوم جديدة، وهي تعرف أيضا بسديم الجمجمة والعظمتين Skull and Crossbones nebula" وهي تحوي سحابات كبيرة من غاز الهيدروجين وفيها تنشأ نجوم جديدة.

ترى المنطقة إن جي سي 2467 في اتجاه كوكبة الكوثل.

## الوصف
كان
NGC 2467 يعتبر ان يكون نواة لمجموعة الكوثل 1 (Puppis I). ولكن اتضح بعد ذلك انه ليس تجمع نجمي مفتوح
 ولكنه تطابق لعدة تجمعات نجمية بعيدة عن بعضها البعض على خط الرؤية، وكل منها يتميز بسرعة شعاعية مختلفة.

أحد تلك التجمعات تتضمن مجموعة نجموم تقع خلف «الكوثل أو بي 2» Puppis OB2, بينما توجد مجموعة أخرى بها نجوم أحدث وتقع على بعد مماثل مثل بعد الكوثل أو بي 1.
المنطقة إن جي سي 2467 بها نجوم ذات كتل كبيرة وهي نجوم ناشئة، من ضمنها النجم إتش دي 64315
(, من التصنيف النجمي O6 في منطقة الوسط واليسار. كما توجد في تلك المنطقة تجمعيين نجميين أخرين؛ هما هافنر 19 وهافنر 18 وهما من التجمعات النجمية التي تحوي كرات شترومغرين التي هي عبارة عن غازات متأينة تضيؤها نوجوم شاخنة من نوع B0 V type star.
يحوي تجمع هافنر 18 (ويسمى أيضا FM3060a) الذي تكوّن حدجيثا ولا تزال قوقعته الغازية تحيط به. يقدر عمر التجمع النجمي هافنر 19 نحو مليوني سنة، بينما يقدر عمر التجمع النجمي هافنر 18 بنحو مليون سنة فقط. كما تحوي المنطقة نجوما قديمة مثل HD 64568 (ويقع أعلى اليمين في المنطقة) وعلاقته بتلك التجمعات الأخرى الموجودة لا تزال غير واضحة وتحتاج إلى مزيد من الرصد والدراسة.

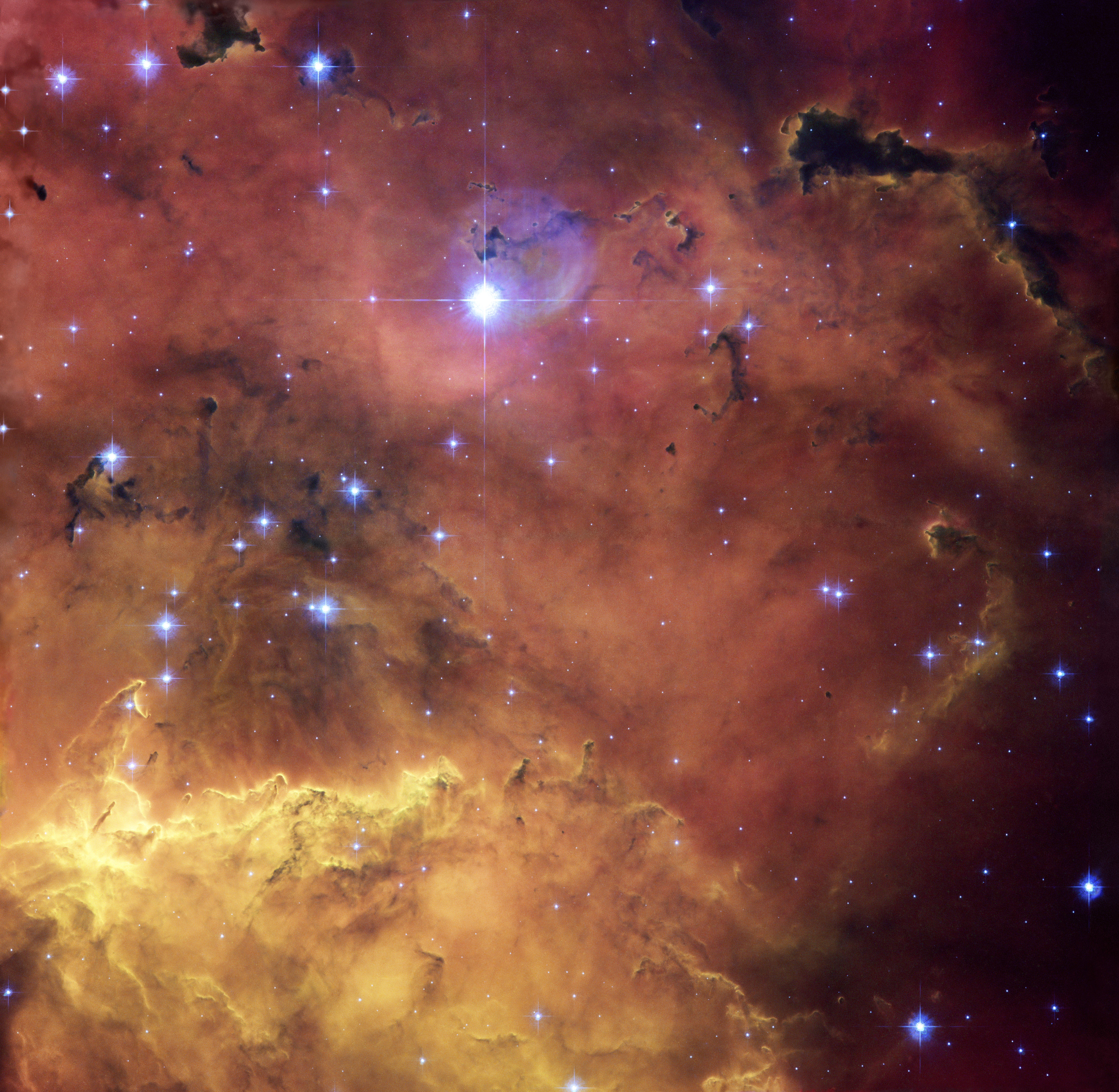
صورة من تلسكوب هابل الفضائي لـ NGC 2467.

وقد أجري رصد منطقة هيدروجين II الموجودة في إن جي سي 2467 عدة مرات لتفقد عمليات تكوّن نجوم فيها. ومن الأسئلة المطروحة محاولة فهم درجة تكوين النجزم في تلك المنطقة، وعلى الأخص تكوّن النجوم الضخمة الكتلة من نوع نجم-أو ونوع B star ، وكيف يؤثرون على تكون النجوم في تلك المنطقة في المستقبل. : هل تساعد تلك النجوم الحديثة على تكون نجوم جديدة؟ 
وقد تمت إحدى عمليات الرصد بواسطة مقراب سبيتزر الفضائي، وقد اكتشف 45 من النجموم الحديثة أو النجوم البدائية في تلك المنطقة قبل أنتهاء كمية غاز الهيليوم السائل فيه (حيث يتم التصوير في درجات حرارة منخفضة تحتاج إلى تبريد بالهيليوم السائل).
 وتقع النجوم المتكونة حديثا على حافة منطقة الهيدروجين II .
ويشير التوزيع المركز للنجوم الناشئة في تلك المنطقة إلى تأثير النجوم الكبيرة على الجبهة المؤينة من الغاز لتكوين نجوم جديدة. وتوجد النجوم البدائية الناشئة جديدا مركزة في مناطق وجود موجات صدمية تسبق مقدمات الغاز المنضغط المتأين.
وقد قدّرت المسافات بين هافنر 19 وهافنر 18 وسديم S311 nebula (الذي يوجد به النجم HD 64315) بنحو 21.000 سنة ضوئية و 19.000 سنة ضوئية و 20.500 سنة ضوئية عنا على التوالي، مما يشير إلى وجودهم في «ذراع الجبار» في مجرتنا، مجرة درب التبانة. ويجب الإشارة في هذا المجال إلى أن تعيين تلك المسافات لا يزال مختلفا حتى الآن؛ هل عينت «بالطريقة الكيناماتيكية» أم «بالطريقة الفوتومترية»
. (أي أن تعيين تلك المسافات بدقة أكبر لا يزال محتاجا لمزيد من البحث والدراسة). ولكن بصرف النظر عن اختلاف تلك المسافات فإن التجمعين النجميين هافنر 19 وهافنر 18 يعتبران تجمعا مزدوجا واحدا binary cluster (أي تجمعان نجميان يدوران حول بعضهما البعض، تربطهما قوة الجاذبية).

## وصلات خارجية
- NGC 2467
- Star Birth NGC 2467 (Gemini Observatory)
- Nemiroff، R.؛ Bonnell، J.، المحررون (31 يناير 2005). "NGC 2467: From Gas to Stars". صورة اليوم الفلكية. ناسا.